# Gabinus van Rome
Gabinus van Rome ( - c. 295/6), broer van paus Cajus, was een Romeins priester, die gemarteld is geweest onder de keizer Diocletianus en stierf in de gevangenis. Volgens de legende zou hij de vader zijn van heilige Susanna. Zijn graf bevindt zich in de kerk, van dezelfde Sussana, in Rome.
Zijn feestdag is 19 februari.